# Protaxini
Protaxini es una  tribu de coleópteros polífagos crisomeloideos de la familia Cerambycidae. Comprende un solo género Protaxis con las siguientes especies:

## Especies
- Protaxis bicoloripes Pic, 1933
- Protaxis chinensis Zhang, 1989 †
- Protaxis fulvescens Gahan, 1906
- Protaxis incisipennis Pic, 1939